# میکل‌آنجلو پیستولتو
میکل‌آنجلو پیستولتو (ایتالیایی: Michelangelo Pistoletto؛ زادهٔ ۲۵ ژوئن ۱۹۳۳ میلادی) هنرمند، نقاش کنشی، و مجسمه‌ساز اهل ایتالیا است. آثار او عمدتاً به موضوع تأمل و وحدت هنر و زندگی روزمره در قالب گزامت‌کونست‌ورک می‌پردازد. میکل‌آنجلو پیستولتو بیشتر به عنوان یکی از نمایندگان اصلی جنبش آرته پوورا شناخته می‌شود. او در دههٔ ۱۹۶۰ میلادی با ارائهٔ آثاری با استفاده از آینه و تابلوهایی که تصاویر افراد را نشان می‌دادند، شهرت فراوانی پیدا کرد. این آثار، به عنوان سری "آینه‌های من" شناخته می‌شوند و نشان می‌دهند که هر فردی در جامعه، بخشی از تصویر کلی آن است.
پیستولتو با تمرکز بر مفهوم هنر مشارکتی، آثاری طراحی کرده است که شامل جمع‌آوری نوشته‌ها و امضاهای بینندگان هستند. هدف این آثار، تعامل بین هنرمند و جمعیت بوده و به این شکل، هنر به عنوان یک فرایند اجتماعی و غیر قابل تجزیه و تحلیل، تجربه می‌شود.  پیستولتو تلاش کرده است تا هنر را به عنوان یک وسیلهٔ برای تغییر جامعه و اجتماع استفاده کند و در بیشتر آثارش، به بررسی روابط اجتماعی و فرهنگی میان افراد، پرداخته است.
وی همچنین برندهٔ جوایزی همچون جایزه ولف در هنر و پرمیوم ایمپریاله می‌باشد.
پیستولتو از سال ۱۹۴۷ تا ۱۹۵۸ میلادی در کارگاه مرمت پدرش در تورین کار می‌کرد. در دههٔ ۱۹۵۰ میلادی، او شروع به نقاشی آثار فیگوراتیو و خودنگاره روی زمینه تک‌فام و متالیک کرد. در سال ۱۹۶۰ میلادی او اولین نمایشگاه انفرادی خود را در در تورین برگزار کرد. او در سال ۱۹۶۶/۱۹۶۵ میلادی مجموعهٔ آثار (به ایتالیایی: Oggetti in meno) (منهای اشیاء) را تولید کرد که متعلق به آثار مجسمه‌سازی اولیهٔ پیستولتو است. بعدها او نقاشی را با عکاسی با استفاده از تکنیک‌های کلاژ در زمینه‌های بازتابی ترکیب کرد.
در سال ۲۰۰۹، میکل آنجلو پیستولتّو و سالواتوره گاراو به‌صورت مشترک در نمایشگاه "Di tanto mare. Salvatore Garau - Michelangelo Pistoletto" شرکت کردند.